# Verkehrskontrolle und Informationen auf Autobahnen
Das Projekt Contrôle et information du trafic sur les autoroutes, abgekürzt CITA, ist ein Kontroll- und Informationssystem zur Überwachung des Verkehrs auf den luxemburgischen Autobahnen, dass der Administration des ponts et chaussées, und damit dem Ministère des travaux publics, untersteht.

## Aufgaben
Angesiedelt ist die CITA-Zentrale in Bertrange zusammen mit dem "Centre d'intervention et d'entretien des autoroutes" und dem "Service maintenance Bertrange, Division des ouvrages d'art", deren Aufgabe der Bau und anschließende Betrieb aller Bauwerke sowie des Abwasserkanalsystems und den Hafenanlagen in Mertert ist.
Der für die Allgemeinheit "sichtbare" Teil von CITA besteht aus über 600 Überwachungs-Kameras sowie den elektronischen Wechselverkehrszeichen, die auf allen Luxemburger Autobahnen aufgestellt sind.
Die eingesetzte Verkehrstelematik erlaubt es, den Verkehr flüssiger und sicherer zu machen, besser und eher auf Verkehrsereignisse reagieren zu können und die Autofahrer schnell informieren zu können.

## Überwachungszentrale
Im großen Überwachungsraum der CITA-Zentrale sind ca. 30 Monitore montiert, davon vier größere, die zu einer von zwei Personen überwachten großen Autobahnkarte zusammengeschaltet werden können.